# ليتلبرت (كامبريدجشير)
ليتلبرت (بالإنجليزية: Littleport, Cambridgeshire)‏ هي قرية و أبرشية مدنية تقع في المملكة المتحدة في East Cambridgeshire. يقدر عدد سكانها بـ 8,738 نسمة .

## المناخ
يظهر الجدول التالي التغييرات المناخية على مدار السنة لليتلبرت:
| البيانات المناخية لـليتلبرت       | البيانات المناخية لـليتلبرت | البيانات المناخية لـليتلبرت | البيانات المناخية لـليتلبرت | البيانات المناخية لـليتلبرت | البيانات المناخية لـليتلبرت | البيانات المناخية لـليتلبرت | البيانات المناخية لـليتلبرت | البيانات المناخية لـليتلبرت | البيانات المناخية لـليتلبرت | البيانات المناخية لـليتلبرت | البيانات المناخية لـليتلبرت | البيانات المناخية لـليتلبرت | البيانات المناخية لـليتلبرت |
| الشهر                             | يناير                       | فبراير                      | مارس                        | أبريل                       | مايو                        | يونيو                       | يوليو                       | أغسطس                       | سبتمبر                      | أكتوبر                      | نوفمبر                      | ديسمبر                      | المعدل السنوي               |
| --------------------------------- | --------------------------- | --------------------------- | --------------------------- | --------------------------- | --------------------------- | --------------------------- | --------------------------- | --------------------------- | --------------------------- | --------------------------- | --------------------------- | --------------------------- | --------------------------- |
| متوسط درجة الحرارة الكبرى °ف (°م) | 44.6 (7.0)                  | 45.3 (7.4)                  | 50.4 (10.2)                 | 54.7 (12.6)                 | 61.7 (16.5)                 | 66.9 (19.4)                 | 72.0 (22.2)                 | 72.1 (22.3)                 | 66.0 (18.9)                 | 58.3 (14.6)                 | 49.8 (9.9)                  | 46.0 (7.8)                  | 57.4 (14.1)                 |
| متوسط درجة الحرارة الصغرى °ف (°م) | 34.3 (1.3)                  | 34.0 (1.1)                  | 37.2 (2.9)                  | 39.2 (4.0)                  | 44.1 (6.7)                  | 49.6 (9.8)                  | 53.6 (12.0)                 | 53.4 (11.9)                 | 50.2 (10.1)                 | 44.8 (7.1)                  | 38.7 (3.7)                  | 36.1 (2.3)                  | 43.0 (6.1)                  |
| معدل هطول الأمطار إنش (مم)        | 1.77 (45.0)                 | 1.29 (32.7)                 | 1.63 (41.5)                 | 1.70 (43.1)                 | 1.75 (44.5)                 | 2.12 (53.8)                 | 1.50 (38.2)                 | 1.92 (48.8)                 | 2.01 (51.0)                 | 2.12 (53.8)                 | 2.01 (51.1)                 | 1.97 (50.0)                 | 21.79 (553.5)               |
| المصدر: Met Office                |                             |                             |                             |                             |                             |                             |                             |                             |                             |                             |                             |                             |                             |

## أعلام
- ألان ويلسون